# Stomp traliehorentje
Het stomp traliehorentje (Parthenina sarsi) is een slakkensoort uit de familie van de Pyramidellidae. De wetenschappelijke naam van de soort werd in 1972, als Chrysallida sarsi, voor het eerst geldig gepubliceerd door F. Nordsieck.

## Beschrijving
Het stomp traliehorentje is een klein mariene huisjesslak met een tot 2,8 mm groot torenvormig schelpje. Het dunschalig horentje heeft 4 tot 6 vlakke windingen, een afgeplatte top en een langwerpige mondopening. Op de buitenkant van de schelp is een sculptuur van traliewerk zichtbaar bestaande uit golvende verticale ribjes die onder het midden gekruist worden door spiraalgroeven.

## Verspreidingsgebied
Het verspreidingsgebied van deze soort is West-Europa van Nederland tot Noordwest-Spanje.
Net als andere traliehorentjes en aanverwante soorten zijn ook deze slakjes carnivoor en leven parasitair op gastheren. 
Via een uitstulpbare zuigslurf (proboscis) voeden ze zich met het weefsel van de gastheer.